# C3H7NS
化学式C3H7NS（摩尔质量：89.16 g/mol）可以指：
- 二甲基硫代甲酰胺，CAS号：758-16-7
- 四氢噻唑，CAS号：504-78-9

|  | 这个同类索引页列出了具有相同分子式的化学物（即同分異構體）条目。 除非您是有意链接至本页，否则应将相应条目的内部链接指向正确的条目。 |